# Communauté de communes des Montagnes du Giffre
Die Communauté de communes des Montagnes du Giffre ist ein französischer Gemeindeverband mit Rechtsform einer Communauté de communes im Département Haute-Savoie, dessen Verwaltungssitz sich in dem Ort Taninges befindet. Er umfasst die Gemeinden im Tal des Giffre im Süden des Chablais und Nordosten der ehemaligen Provinz Faucigny. Der im Oktober 2012 gegründete Gemeindeverband besteht aus acht Gemeinden und zählt 12.136 Einwohner (Stand 2022) auf einer Fläche von 351,03 km², sein Präsident ist Stéphane Bouvet.

## Aufgaben
Zu den vorgeschriebenen Kompetenzen gehören die Entwicklung und Förderung wirtschaftlicher Aktivitäten sowie die Raumplanung auf Basis eines Schéma de Cohérence Territoriale. Der Gemeindeverband bestimmt die Wohnungsbaupolitik und betreibt die Müllabfuhr und ‑entsorgung. Zusätzlich baut und unterhält der Verband Kultur- und Sporteinrichtungen und fördert Veranstaltungen in diesen Bereichen.
Die Skigebiete Le Grand Massif und Praz de Lys / Sommand befinden sich teilweise im Bereich des Gemeindeverbandes und tragen wesentlich zum Tourismus bei, für dessen Vermarktung (Stand: 2015) die einzelnen Gemeinden und die Liftbetreiber zuständig sind.

## Mitgliedsgemeinden
Folgende acht Gemeinden gehören der Communauté de communes des Montagnes du Giffre an:
| Gemeinde                                       | Einwohner 1. Januar 2022 | Fläche km² | Dichte Einw./km² | Code INSEE | Postleitzahl |
| ---------------------------------------------- | ------------------------ | ---------- | ---------------- | ---------- | ------------ |
| Châtillon-sur-Cluses                           | 1.215                    | 9,18       | 132              | 74064      | 74300        |
| La Rivière-Enverse                             | 490                      | 7,98       | 61               | 74223      | 74440        |
| Mieussy                                        | 2.521                    | 44,45      | 57               | 74183      | 74440        |
| Morillon                                       | 694                      | 14,51      | 48               | 74190      | 74440        |
| Samoëns                                        | 2.193                    | 97,29      | 23               | 74258      | 74340        |
| Sixt-Fer-à-Cheval                              | 728                      | 119,07     | 6                | 74273      | 74740        |
| Taninges                                       | 3.501                    | 42,66      | 82               | 74276      | 74440        |
| Verchaix                                       | 794                      | 15,89      | 50               | 74294      | 74440        |
| Communauté de communes des Montagnes du Giffre | 12.136                   | 351,03     | 35               | –          | –            |